# 白冬孢酵母科
白冬孢酵母科（学名：Leucosporidiaceae）为白冬孢酵母目的一个科。此科的模式属为白冬孢酵母属(Leucosporidium)。

## 下级分类
- Leucosporidiella
- 白冬孢酵母属 Leucosporidium
- Mastigobasidium